# 自衛隊京都地方協力本部
自衛隊京都地方協力本部（じえいたいきょうとちほうきょうりょくほんぶ、Kyoto Provincial Cooperation Office）は、京都府京都市中京区西ノ京笠殿町38京都地方合同庁舎3階に所在する、自衛隊地方協力本部のひとつ。陸・海・空自衛隊共同の機関だが、通常は陸上自衛隊の中部方面総監の指揮監督下にある。管轄する地域における防衛省・自衛隊の総合窓口として京都府管内で活動する。

## 沿革
- 1956年（昭和31年）8月1日 - 自衛隊京都地方連絡部が編成。
- 1963年（昭和38年）4月11日 - 京都市上京区に移転。
- 1973年（昭和48年）12月22日 - 旧京都地方合同庁舎に移転。
- 2006年（平成18年）7月31日 - 自衛隊京都地方協力本部に改編。
- 2014年（平成26年）2月9日 - 京都市中京区の京都地方合同庁舎3F（現在地）に移転[2]。

## 出先機関
- 京都募集案内所　担当地区：京都市下京区、東山区、南区、伏見区、西京区
- 河原町募集案内所　担当地区：京都市北区、上京区、左京区、中京区、山科区、右京区
- 亀岡募集案内所　担当地区：亀岡市、南丹市、京丹波町
- 京丹後地域事務所　担当地区：宮津市、京丹後市、与謝野町、伊根町
- 舞鶴地域事務所　担当地区：舞鶴市
- 福知山地域事務所　担当地区：福知山市、綾部市
- 宇治地域事務所　担当地区：宇治市、城陽市、八幡市、久御山町、京田辺市、木津川市、向日市、長岡京市、井手町、宇治田原町、笠置町、和束町、精華町、大山崎町、南山城村

## 主要幹部
| 官職名                   | 階級    | 氏名     | 補職発令日     | 前職             |
| ------------------------ | ------- | -------- | -------------- | ---------------- |
| 自衛隊京都地方協力本部長 | 1等陸佐 | 田方一寿 | 2024年03月18日 | 中部方面会計隊長 |

| 代 | 氏名                 | 在職期間               | 出身校・期                     | 前職                                                            | 後職                                                |
| -- | -------------------- | ---------------------- | ------------------------------ | --------------------------------------------------------------- | --------------------------------------------------- |
| 01 | 曾我三郎             | 1956.8.1 - 1959.7.31   | 京都帝国大学 昭和12年卒        | 第3管区総監部会計課長 →1959.2.1 1等陸佐昇任                     | 陸上自衛隊関西地区補給処業務部長                    |
| 02 | 北山五郎 （2等陸佐） | 1959.8.1 - 1963.7.31   | 同志社高商                     | 大久保駐とん地業務隊長                                          | 伊丹駐とん地業務隊長                                |
| 03 | 浜田俊彦 （事務官）  | 1963.8.1 - 1964.7.15   | 京都帝国大学 昭和9年卒         | 大阪防衛施設局施設部長                                          | 自衛隊京都地方連絡部付                              |
| 04 | 佐藤順蔵             | 1964.7.16 - 1966.6.19  | 陸士46期                       | 第33普通科連隊長 兼 久居駐とん地司令                            | 自衛隊愛知地方連絡部付 →1966.9.1 退職               |
| 05 | 宮崎正雄 （事務官）  | 1966.6.20 - 1968.7.15  | 東京外国語学校 昭和10年卒      | 自衛隊岐阜地方連絡部長                                          | 自衛隊京都地方連絡部付 →1968.12.31 退職             |
| 06 | 梶原守光             | 1968.7.16 - 1970.3.15  | 陸士53期                       | 第1施設団副団長                                                 | 自衛隊体育学校長                                    |
| 07 | 片山和彦             | 1970.3.16 - 1971.12.15 | 陸士55期                       | 第36普通科連隊長                                                | 陸上幕僚監部募集課長                                |
| 08 | 梅津文吾             | 1971.12.16 - 1973.3.15 | 陸士54期                       | 陸上自衛隊幹部学校 →1973.1.1 陸将補昇任                         | 陸上自衛隊富士学校研究部長                          |
| 09 | 山家厚生             | 1973.3.16 - 1975.3.16  | 陸士55期                       | 第2施設団長 兼 船岡駐とん地司令                                 | 陸上幕僚監部付 →1975.7.1 退職                       |
| 10 | 清水道正             | 1975.3.17 - 1976.10.31 | 陸士56期                       | 陸上自衛隊幹部学校総務部長 →1975.4.1 陸将補昇任                 | 陸上幕僚監部付 →1977.4.1 退職                       |
| 11 | 土手喜文             | 1976.11.1 - 1978.6.30  | 陸士58期                       | 陸上自衛隊幹部候補生学校教育部長 →1977.7.1 陸将補昇任           | 陸上幕僚監部付 →1979.4.1 退職                       |
| 12 | 松村重毅             | 1978.7.1 - 1980.7.31   | 陸士59期                       | 陸上自衛隊幹部候補生学校副校長 兼 企画室長 →1979.1.1 陸将補昇任 | 西部方面総監部付 →1981.1.1 退職                     |
| 13 | 大河内眞一郎         | 1980.8.1 - 1982.8.1    | 山梨師範 昭和26年卒            | 第12師団司令部幕僚長 →1981.4.1 陸将補昇任                       | 陸上自衛隊少年工科学校長                            |
| 14 | 岡田康男             | 1982.8.2 - 1983.7.31   | 金沢大学                       | 北部方面総監部調査部長                                          | 第8師団副師団長 兼 北熊本駐屯地司令                 |
| 15 | 花山勝音             | 1983.8.1 - 1985.6.30   | 学習院大学 昭和31年卒          | 第13師団司令部幕僚長                                            | 第2師団副師団長 兼 旭川駐屯地司令                   |
| 16 | 岩田貞幸 （陸将補）  | 1985.7.1 - 1987.7.6    | 防大4期                        | 陸上幕僚監部人事部 人事計画課援護室長                           | 陸上幕僚監部装備部副部長                            |
| 17 | 佐藤允志             | 1987.7.7 - 1989.6.29   | 防大4期                        | 第11師団司令部幕僚長                                            | 陸上自衛隊富士学校機甲科部長                        |
| 18 | 小袋正次郎           | 1989.6.30 - 1991.7.31  | 防大6期                        | 第21普通科連隊長 兼 秋田駐屯地司令                              | 第3教育団長 兼 相浦駐屯地司令                       |
| 19 | 石橋穰               | 1991.8.1 - 1993.3.31   | 防大7期                        | 第43普通科連隊長 兼 都城駐屯地司令                              | 防衛研究所所員                                      |
| 20 | 彦坂洋一             | 1993.4.1 - 1995.3.22   | 日本大学 昭和40年卒            | 防衛研究所所員                                                  | 陸上自衛隊幹部学校主任研究開発官                    |
| 21 | 今久保宏大           | 1995.3.23 - 1997.3.31  | 防大11期                       | 防衛大学校教授                                                  | 陸上自衛隊幹部学校主任研究開発官                    |
| 22 | 佐田重夫             | 1997.4.1 - 1999.7.31   | 防大15期                       | 第3普通科連隊長 兼 名寄駐屯地司令                               | 第2師団司令部幕僚長                                 |
| 23 | 宮﨑悟介             | 1999.8.1 - 2001.7.31   | 生徒10期・ 中央大学 昭和48年卒 | 第19普通科連隊長                                                | 防衛医科大学校学生部長                              |
| 24 | 浅見憲司             | 2001.8.1 - 2004.3.28   | 防大20期                       | 第10施設群長                                                    | 陸上自衛隊幹部学校主任教官                          |
| 25 | 福田敏               | 2004.3.29 - 2006.3.26  | 防大23期                       | 第5後方支援連隊長                                               | 陸上幕僚監部装備部武器・化学課長                    |
| 26 | 小森一生             | 2006.3.27 - 2008.3.31  | 防大27期                       | 陸上幕僚監部監理部総務課 企画班長                               | 陸上幕僚監部人事部募集・援護課 募集・援護調整官     |
| 27 | 大内田憲治           | 2008.4.1 - 2009.12.6   | 防大28期                       | 陸上幕僚監部監理部総務課 企画班長                               | 陸上幕僚監部人事部募集・援護課 募集・援護調整官     |
| 28 | 石田裕               | 2009.12.7 - 2011.11.30 | 防大28期                       | 第72戦車連隊長                                                  | 陸上自衛隊研究本部主任研究開発官                    |
| 29 | 岩名誠一             | 2011.12.1 - 2013.12.17 | 生徒27期・ 防大32期            | 陸上幕僚監部人事部人事計画課 服務室長                           | 第9師団司令部幕僚長                                 |
| 30 | 國友昭               | 2013.12.18 - 2016.7.31 | 防大29期                       | 第12旅団司令部幕僚長                                            | 第14旅団副旅団長 兼 善通寺駐屯地司令                |
| 31 | 安孫子一             | 2016.8.1 - 2018.7.31   | 防大36期                       | 第15高射特科連隊長 兼 八重瀬分屯地司令                          | 陸上自衛隊高射学校第1教育部長                       |
| 32 | 亀井律子             | 2018.8.1 - 2021.3.25   | 73期幹侯（I）                  | 東部方面総監部人事部募集課長                                    | 東部方面システム通信群長                            |
| 33 | 巻口公輔             | 2021.3.26 - 2022.3.16  | 防大42期                       | 陸上自衛隊教育訓練研究本部 教育調整官                           | 陸上幕僚監部人事教育部人事教育計画課 再就職管理室長 |
| 34 | 岡本宗典             | 2022.3.17 - 2024.3.17  | 防大37期                       | 第14旅団司令部幕僚長                                            | 自衛隊札幌病院総務部長                              |
| 35 | 田方一寿             | 2024.3.18 -            | 大阪大学 平成8年卒             | 中部方面会計隊長                                                |                                                     |